# Gojoseon
Gojoseon is de naam voor het oude Korea. Dit rijk werd opgericht volgens een legende in 2333 v. Chr door Dangun (Zoon van God).

## Mythe versus historie
Volgens de traditie begint de Koreaanse geschiedenis in het jaar 2333 v.Chr., als het oude Gojoseon gesticht wordt door Dangun, zoon van God. Deze Dangun zou tot 1122 v.Chr. hebben geregeerd, waarna een Chinese burggraaf de macht overnam. Dit zijn slechts mythes.
Wat wel bestond was het oude rijk Joseon, aangeduid als Gojoseon om verwarring met de latere Joseon Dynastie te vermijden, in het noorden van het schiereiland. De macht van Gojoseon nam af naarmate die van de noordelijke Chinese buurstaat Yen toenam, en rond 194 v.Chr. werd de Chinees Wi-man leider van Gojoseon. De invloed van de Chinese cultuur op Korea nam hierdoor toe.
De eerste schriftelijke bron over Gojoseon is de Samguk Yusa, geschreven aan het eind van de 13de eeuw.